# Bunker Einsiedelstraße

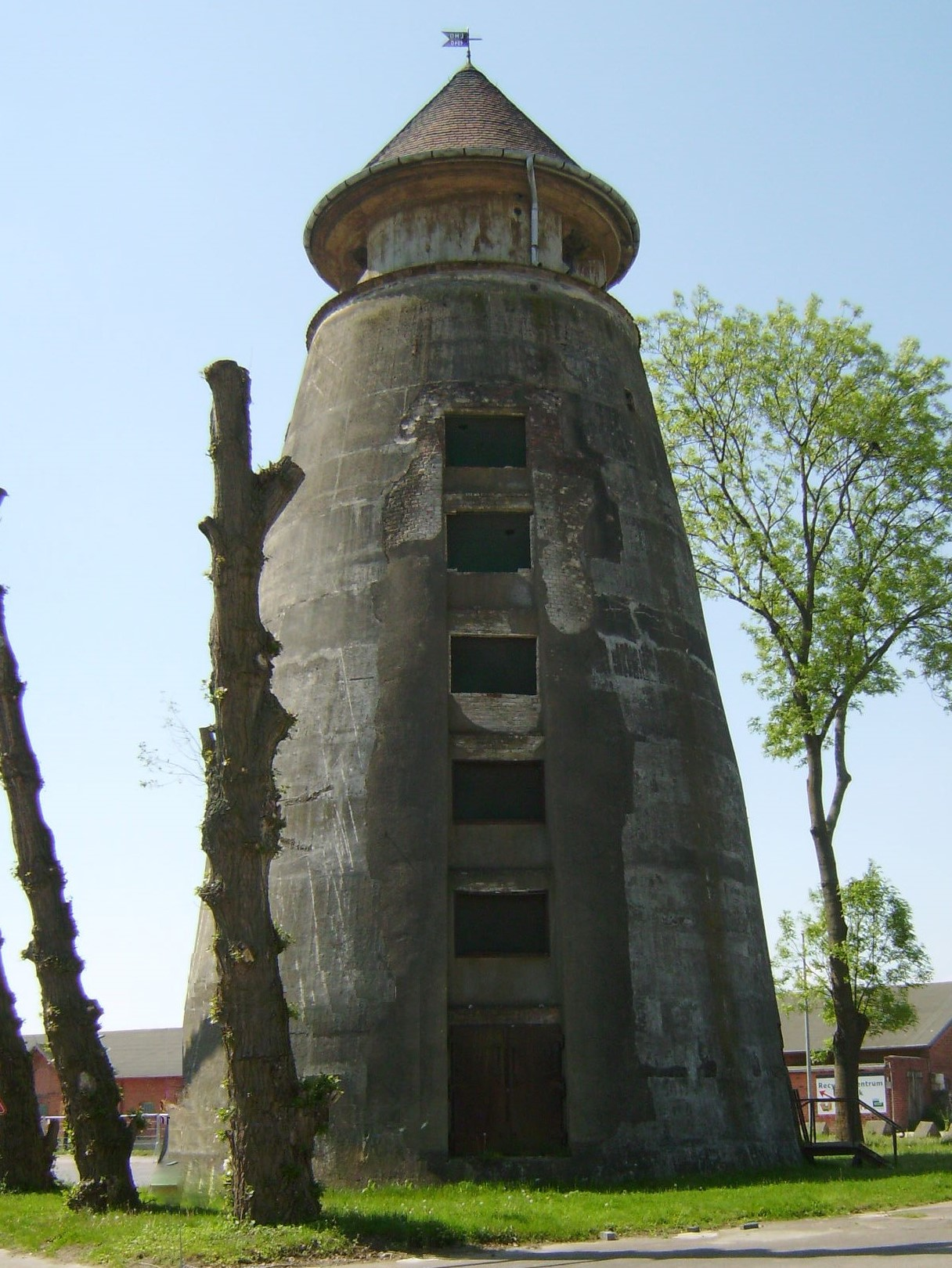
Eingangsansicht Bunker

Der Bunker Einsiedelstraße ist ein ehemaliges Werk-Luftschutzgebäude und steht im Stadtteil St. Lorenz Nord von Lübeck. Der Bunker ist ein eingetragenes Denkmal.

## Gebäude

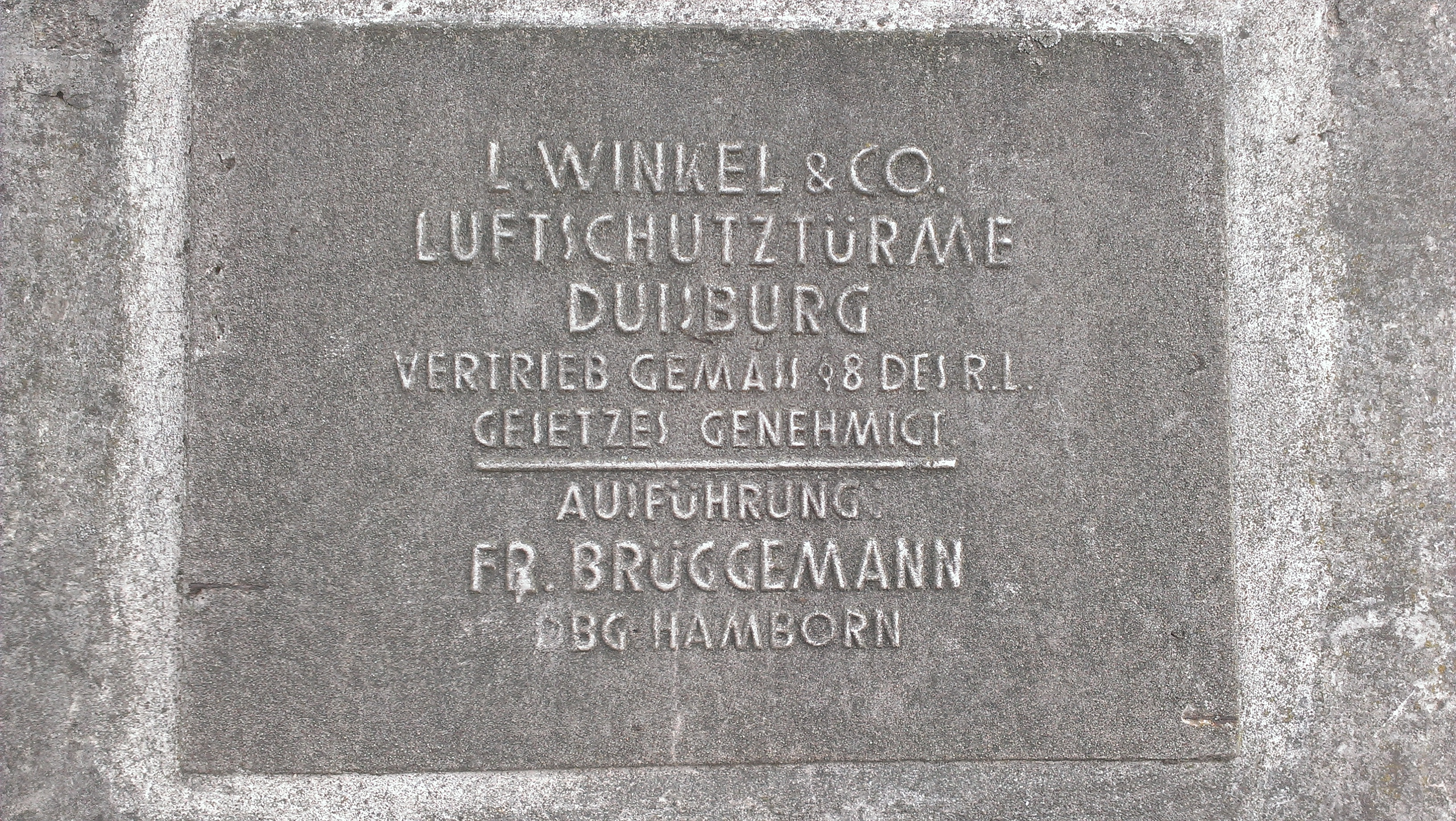
Plakette

Das Gebäude wurde im Zweiten Weltkrieg auf dem ehemaligen Gelände der Lübecker Maschinenbau Gesellschaft (LMG) nach der Bauart von Leo Winkel gebaut. Von dem Hochbunker in Form eines Kegels sollten die Bomben abprallen. Zwischen Baukörperrumpf und der Dachspitze befindet sich ein starker Versatz wie ein Hals, in dem sich ein Ausguck als Turmbeobachter befindet. Der Bunker mit neun Geschossen ist freistehend. Ein Schild weist darauf hin, dass er von der Firma Fr. Brüggemann aus Hamborn gebaut wurde. Die Dachspitze ziert eine kleine Metallfahne der LMG.

## Stadtgestalt
Der Winkelbau wurde nahe der Einsiedelstraße an der werkseigenen Erschließungsstraße unweit vom Verwaltungsgebäude gebaut.
In Anpassung an mittelalterliche Wehrbauten wurde das Dach mit Schindeln gedeckt, von außen ist er in Sichtbeton.
Wenn man vom nordwestlichen Altstadtrand über die Trave auf das Gelände der einstigen LMG blickt, entdeckt man den Bunker als Teil der Silhouette der Industriegebäude.

## Geschichte
Der Luftschutzbunker entstand 1940 und war für 500 Beschäftigte des Industriebetriebes ausgelegt.
Nach Kriegsende war die Entmilitarisierung durch Sprengung gefordert. Der Bunker wurde mit dem Einsprengen von rechteckigen Öffnungen entfestigt.
Durch Umstrukturierung der LMG folgten Nutzungsänderungen auf dem Gelände. Der Bunker blieb dabei unberührt.